# First lady van Suriname
De first lady van Suriname was een ceremoniële functienaam die werd gebruikt voor twee echtgenotes van Surinaamse presidenten: Ingrid-Bouterse-Waldring (2010-2020, de echtgenote van Desi Bouterse) en Mellisa Santokhi-Seenacherry (2020-2025, de echtgenote van Chan Santokhi). De first lady's hadden in de periode van 2010 tot 2025 een eigen bureau met secretariaat in het voormalige Huis Du Plessis aan het Onafhankelijkheidsplein.
Bij het aantreden van president Jennifer Geerlings-Simons kwam de aanduiding met first gentleman bij haar echtgenoot Glenn Geerlings ter sprake. Zij zetten deze traditie echter niet voort.

## Vergoeding en periode vooraf
In januari 2011 legde Desi Bouterse in een presidentieel besluit (artikel 99 van de grondwet) vast dat de first lady een vergoeding diende te krijgen. Hij deed dit met terugwerkende kracht sinds 12 augustus 2005, en daarmee ook voor Liesbeth Venetiaan-Vanenburg (1991-1996, 2000-2010, de echtgenote van Ronald Venetiaan), die haar taken zonder vergoeding had uitgevoerd. Het ging om een maandelijkse vergoeding van 8.742 SRD (2.956 euro), evenveel als een lid van De Nationale Assemblée.
Liesbeth Venetiaan-Vanenburg liet echter per brief aan minister Soewarto Moestadja weten dat zij het geld niet accepteerde en genoegen nam met de vergoeding die zij als ambtenaar had ontvangen. Hiermee weigerde ze een bedrag van ongeveer 525.000 SRD (177.000 euro). Na haar weigering werd besloten de ingangsdatum van 2005 te verzetten naar 2010.

## Bureau van de First Lady (2011-2020)
Een tweede wijziging die Bouterse begin 2011 doorvoerde, was dat zijn vrouw een Bureau van de First Lady met een secretariaat ter beschikking kreeg, inclusief enkele vaste medewerkers om haar bij te staan. Naar zijn mening was dat nodig omdat ze er taken bij kreeg, zoals de organisatie van campagnes op het gebied van zorg (inclusief thuiszorg en geestelijke gezondheid), welzijn en jeugdhulpverlening.
De taken van de first lady werden in 2016 door Bouterse per presidentieel besluit vastgelegd. Bouterse omschreef deze taken als volgt: "Zij verleent ondersteuning aan de president in het verrichten van ceremoniële handelingen en verleent verder haar ondersteuning bij communicatieve, bijstand- en hulpverlenende activiteiten." De term first lady is niet in de Grondwet vastgelegd, waardoor zij geen politieke verantwoordelijkheid draagt.

## Instituut van de First Lady (2020-2025)
Op 31 augustus 2020 legde president Chan Santokhi per presidentieel besluit vast dat het Bureau werd omgevormd naar het Instituut van de First Lady. Tegelijkertijd legde hij de zegel (seal) van het instituut vast, met het wapen van Suriname in het midden en de tekst eromheen "first lady Mellisa Santokhi-Seenacherry". De taakomschrijving van de first lady van Bouterse nam hij ongewijzigd over.

## Geen first gentleman
In haar eerste persconferentie gaf president Jennifer Geerlings-Simons aan dat er geen sprake zal zijn van een first gentleman: "We zijn niet zo van de ‘first’. Het is misschien een persoonlijke opvatting, maar we hebben de president – mevrouw Simons of mevrouw Geerlings-Simons – en we hebben meneer Geerlings, die enigszins zal blijven doen wat hij nu ook doet: het stimuleren van onderwijs, in het bijzonder agro-onderwijs."

## Lijst van partners van de president
Suriname had presidenten sinds de onafhankelijkheid in 1975, maar van een gekozen president was pas sprake sinds de Grondwet van 1987, en daarmee het aantreden van Ramsewak Shankar. Van een first lady was alleen sprake in de periode 2010-2025.
| Periode    | Foto | Naam                         | Echtgeno(o)t(e) van | toelichting                                 |
| ---------- | ---- | ---------------------------- | ------------------- | ------------------------------------------- |
| 1988-1990  |      | ?                            | Ramsewak Shankar    |                                             |
| 1990-1991  |      | ?                            | Johan Kraag         |                                             |
| 1991-1996  |      | Liesbeth Venetiaan-Vanenburg | Ronald Venetiaan    |                                             |
| 1996-2000  |      | geen                         | Jules Wijdenbosch   | Gerda Wijdenbosch overleed begin jaren 1970 |
| 2000-2010  |      | Liesbeth Venetiaan-Vanenburg | Ronald Venetiaan    | vergoeding geweigerd                        |
| 2010-2020  |      | Ingrid Bouterse-Waldring     | Desi Bouterse       |                                             |
| 2020-2025  |      | Mellisa Santokhi-Seenacherry | Chan Santokhi       |                                             |
| 2025-heden |      | Glenn Geerlings              | Jennifer Simons     |                                             |